# Tersilochus obscurator
Tersilochus obscurator là một loài tò vò trong họ Ichneumonidae.